# 狩川駅
狩川駅（かりかわえき）は、山形県東田川郡庄内町狩川今岡にある、東日本旅客鉄道（JR東日本）陸羽西線の駅である。
陸羽西線は2022年5月（令和4年）より列車の運行を休止、バス代行を行っており、当駅も休止駅となっている。代行バスについては陸羽西線#バス代行輸送を参照。

## 歴史

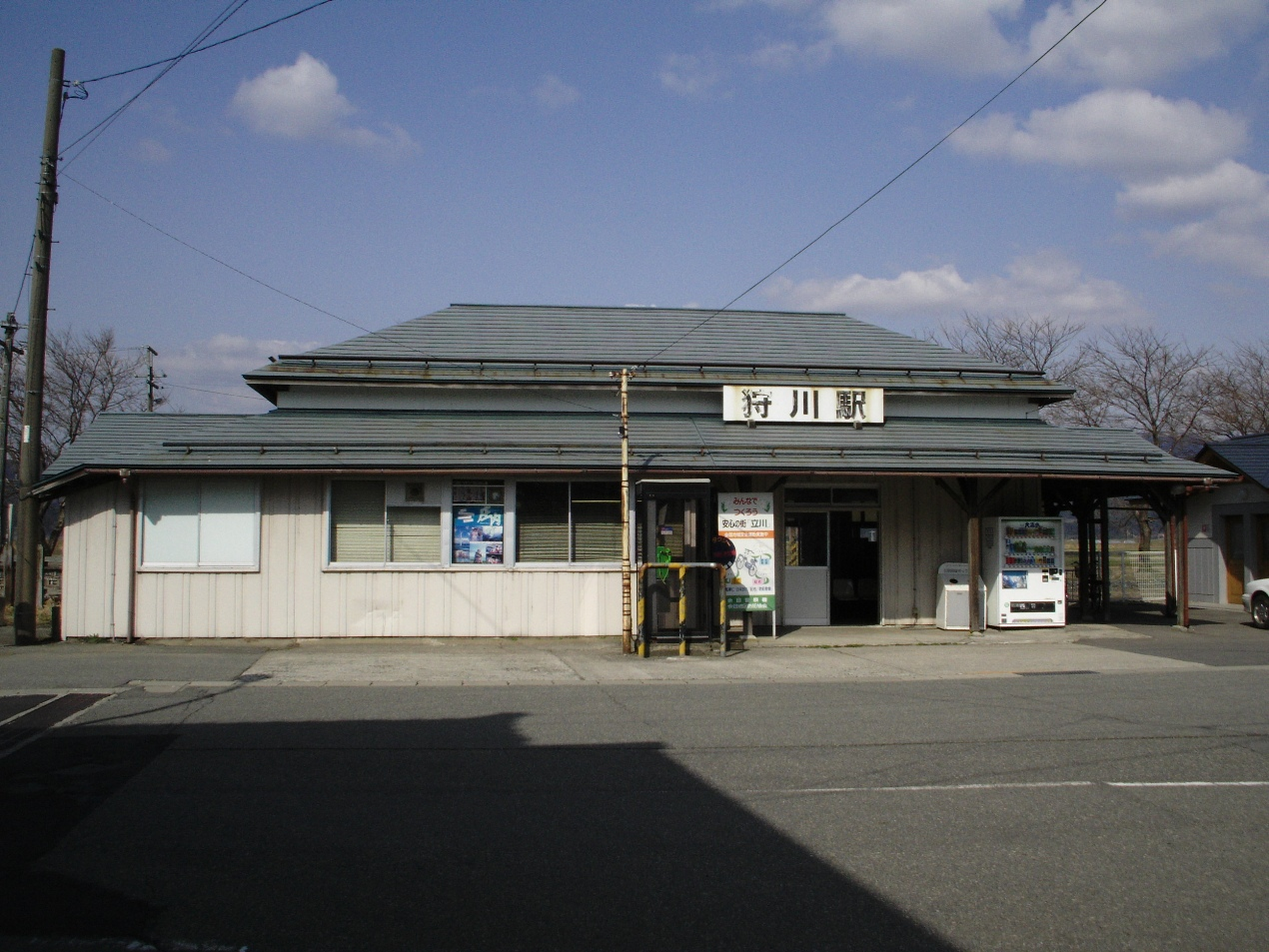
旧駅舎（2007年4月）

- 1914年（大正3年）
  - 8月16日[注 1]：官設鉄道（のちに日本国有鉄道）酒田線が清川駅から延伸した際の終着駅として開業[2]。
  - 9月20日：酒田線が余目駅まで延伸され、途中駅となる[4]。
- 1917年（大正6年）11月1日：路線名改称に伴い、陸羽西線の駅となる[4]。
- 1947年（昭和22年）8月16日：昭和天皇の戦後巡幸があり、お召し列車が狩川駅発 - 新庄駅着で運転[5]。
- 1970年（昭和45年）10月1日：貨物の取り扱いを廃止[2]。
- 1984年（昭和59年）2月1日：荷物の扱いを廃止[2]。
- 1986年（昭和61年）11月1日：駅員無配置駅となり[6]、簡易委託化[新聞 1]。
- 1987年（昭和62年）4月1日：国鉄分割民営化により、JR東日本の駅となる[2]。
- 2021年（令和3年）
  - 8月末：新駅舎の新築工事に着手[報道 3]。
  - 12月16日：新駅舎の供用を開始[報道 1]。
- 2022年（令和4年）5月14日：高屋道路の（仮称）高屋トンネル建設関連工事に伴う陸羽西線の列車運行休止に伴い、鉄道駅としての営業を休止[報道 2]。
- 2024年（令和6年）10月1日：えきねっとQチケのサービスを開始[3][報道 4]。

## 駅構造

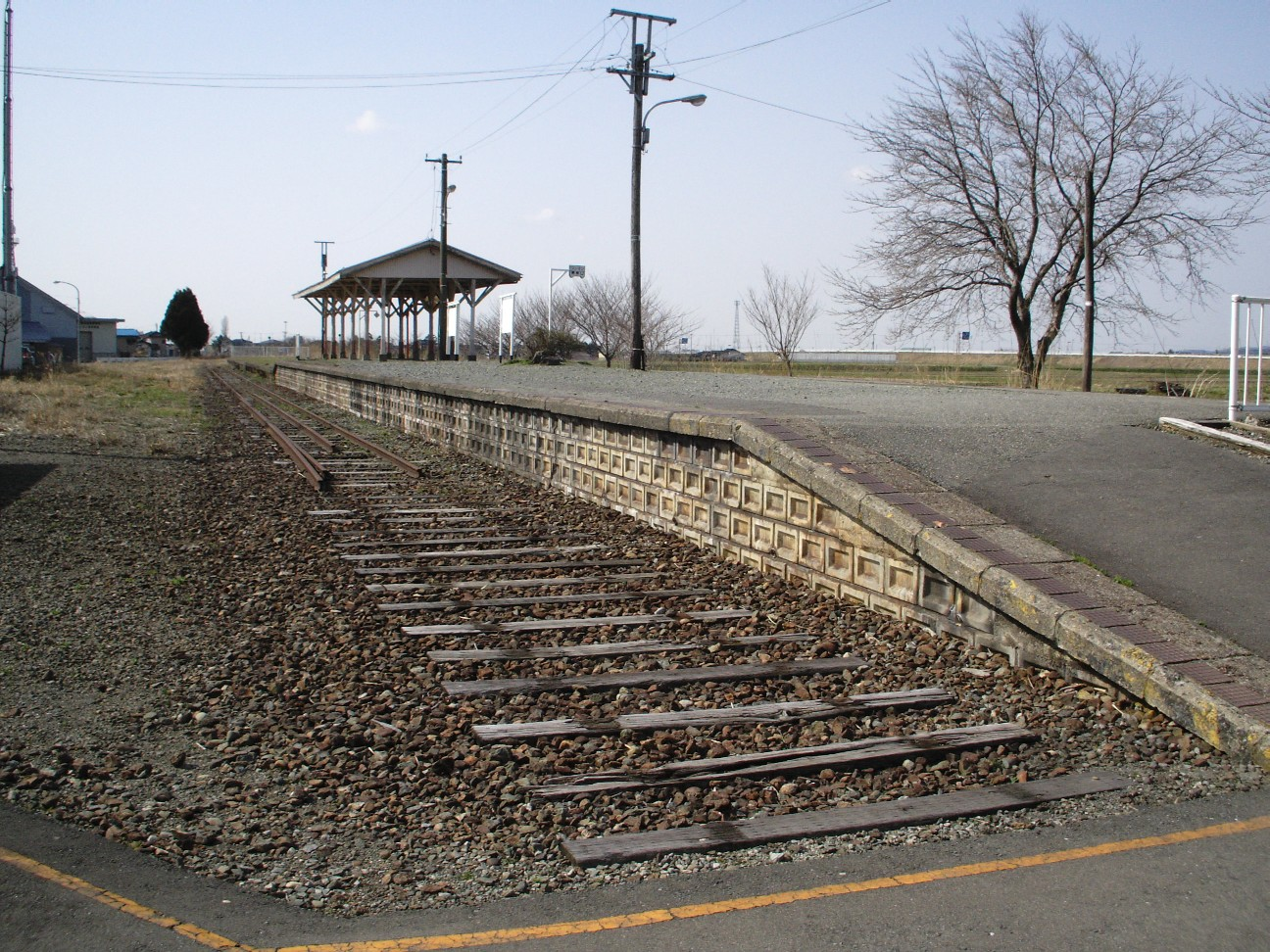
ホーム（2007年4月）

かつては島式ホーム1面2線で行き違い設備があったが、現在は単式ホーム1面1線の地上駅で、旧上り線のみ使用している。
新庄統括センター（新庄駅）管理の簡易委託駅である。
2021年（令和3年）8月末に新駅舎の建築工事に着手し、同年12月16日に供用を開始した。翌2022年（令和4年）3月以降に旧駅舎の撤去工事が着手された。

## 利用状況
JR東日本によると、2023年度（令和5年度）の1日平均乗車人員は37人である。
2000年度（平成12年度）以降の推移は以下のとおりである。
| 1日平均乗車人員推移 | 1日平均乗車人員推移 | 1日平均乗車人員推移 | 1日平均乗車人員推移 | 1日平均乗車人員推移 |
| 年度                | 定期外              | 定期                | 合計                | 出典                |
| ------------------- | ------------------- | ------------------- | ------------------- | ------------------- |
| 2000年（平成12年）  |                     |                     | 147                 | [ 利用客数 2 ]      |
| 2001年（平成13年）  |                     |                     | 152                 | [ 利用客数 3 ]      |
| 2002年（平成14年）  |                     |                     | 142                 | [ 利用客数 4 ]      |
| 2003年（平成15年）  |                     |                     | 133                 | [ 利用客数 5 ]      |
| 2004年（平成16年）  |                     |                     | 128                 | [ 利用客数 6 ]      |
| 2005年（平成17年）  |                     |                     | 110                 | [ 利用客数 7 ]      |
| 2006年（平成18年）  |                     |                     | 107                 | [ 利用客数 8 ]      |
| 2007年（平成19年）  |                     |                     | 96                  | [ 利用客数 9 ]      |
| 2008年（平成20年）  |                     |                     | 96                  | [ 利用客数 10 ]     |
| 2009年（平成21年）  |                     |                     | 91                  | [ 利用客数 11 ]     |
| 2010年（平成22年）  |                     |                     | 92                  | [ 利用客数 12 ]     |
| 2011年（平成23年）  |                     |                     | 91                  | [ 利用客数 13 ]     |
| 2012年（平成24年）  | 12                  | 75                  | 87                  | [ 利用客数 14 ]     |
| 2013年（平成25年）  | 11                  | 72                  | 83                  | [ 利用客数 15 ]     |
| 2014年（平成26年）  | 10                  | 51                  | 62                  | [ 利用客数 16 ]     |
| 2015年（平成27年）  | 9                   | 71                  | 80                  | [ 利用客数 17 ]     |
| 2016年（平成28年）  | 8                   | 74                  | 83                  | [ 利用客数 18 ]     |
| 2017年（平成29年）  | 8                   | 74                  | 83                  | [ 利用客数 19 ]     |
| 2018年（平成30年）  | 7                   | 58                  | 65                  | [ 利用客数 20 ]     |
| 2019年（令和元年）  | 6                   | 48                  | 54                  | [ 利用客数 21 ]     |
| 2020年（令和02年）  | 3                   | 39                  | 43                  | [ 利用客数 22 ]     |
| 2021年（令和03年）  | 4                   | 43                  | 47                  | [ 利用客数 23 ]     |
| 2022年（令和04年）  | 3                   | 39                  | 42                  | [ 利用客数 24 ]     |
| 2023年（令和05年）  | 3                   | 34                  | 37                  | [ 利用客数 1 ]      |

## 駅周辺
駅舎のある駅南側に住宅地がある。駅北側は田圃が広がる。
- 狩川郵便局
- 楯山公園
- 立川ウィンドファーム、ウィンドーム立川

前述の陸羽西線列車代行バスは、駅前にバス停が設置されている。

## 隣の駅
東日本旅客鉄道（JR東日本）
■陸羽西線
清川駅 - 狩川駅 - 南野駅

### 記事本文